# 霍尼希塞
霍尼希塞是德国石勒苏益格－荷尔斯泰因州的一个市镇。总面积11.27平方公里，总人口460人，其中男性218人，女性242人（2011年12月31日），人口密度41人/平方公里。